# Pexonne
Pexonne és un municipi francès situat al departament de Meurthe i Mosel·la i a la regió del Gran Est. L'any 2007 tenia 386 habitants.

## Demografia

### Població
El 2007 la població de fet de Pexonne era de 386 persones. Hi havia 168 famílies, de les quals 52 eren unipersonals (32 homes vivint sols i 20 dones vivint soles), 52 parelles sense fills, 44 parelles amb fills i 20 famílies monoparentals amb fills.
La població ha evolucionat segons el següent gràfic:
Habitants censats

### Habitatges
El 2007 hi havia 212 habitatges, 172 eren l'habitatge principal de la família, 22 eren segones residències i 18 estaven desocupats. 178 eren cases i 34 eren apartaments. Dels 172 habitatges principals, 108 estaven ocupats pels seus propietaris, 57 estaven llogats i ocupats pels llogaters i 7 estaven cedits a títol gratuït; 7 tenien dues cambres, 19 en tenien tres, 27 en tenien quatre i 119 en tenien cinc o més. 143 habitatges disposaven pel capbaix d'una plaça de pàrquing. A 70 habitatges hi havia un automòbil i a 63 n'hi havia dos o més.

### Piràmide de població
La piràmide de població per edats i sexe el 2009 era:
| Homes | Edats   | Dones |
| ----- | ------- | ----- |
| 0     | 95 o +  | 0     |
| 0     | 90 a 94 | 4     |
| 0     | 85 a 89 | 8     |
| 0     | 80 a 84 | 8     |
| 0     | 75 a 79 | 0     |
| 20    | 70 a 74 | 24    |
| 8     | 65 a 69 | 16    |
| 16    | 60 a 64 | 0     |
| 8     | 55 a 59 | 12    |
| 24    | 50 a 54 | 20    |
| 8     | 45 a 49 | 4     |
| 4     | 40 a 44 | 12    |
| 28    | 35 a 39 | 4     |
| 20    | 30 a 34 | 16    |
| 16    | 25 a 29 | 16    |
| 0     | 20 a 24 | 4     |
| 12    | 15 a 19 | 8     |
| 4     | 10 a 14 | 8     |
| 8     | 5 a 9   | 32    |
| 28    | 0 a 4   | 8     |

## Economia
El 2007 la població en edat de treballar era de 240 persones, 160 eren actives i 80 eren inactives. De les 160 persones actives 135 estaven ocupades (83 homes i 52 dones) i 26 estaven aturades (12 homes i 14 dones). De les 80 persones inactives 24 estaven jubilades, 21 estaven estudiant i 35 estaven classificades com a «altres inactius».

### Ingressos
El 2009 a Pexonne hi havia 180 unitats fiscals que integraven 413 persones, la mediana anual d'ingressos fiscals per persona era de 14.263 €.

### Activitats econòmiques
Dels 3 establiments que hi havia el 2007, 1 era d'una empresa de fabricació d'altres productes industrials, 1 d'una empresa d'hostatgeria i restauració i 1 d'una empresa classificada com a «altres activitats de serveis».
L'únic servei als particulars que hi havia el 2009 era un restaurant.
L'any 2000 a Pexonne hi havia 6 explotacions agrícoles que ocupaven un total de 222 hectàrees.

## Equipaments sanitaris i escolars
El 2009 hi havia una escola elemental.

## Poblacions més properes
El següent diagrama mostra les poblacions més properes.